# Froben Ferdinand de Fürstenberg
Froben Ferdinand Dominique Christophe de Fürstenberg-Mößkirch (* 6 août 1664 à Meßkirch, 4 avril 1741) est le troisième Prince de Fürstenberg de 1716 à 1741 et Prinzipalkommissar impérial de la Diète de Ratisbonne de 1726 à 1735.

## Biographie

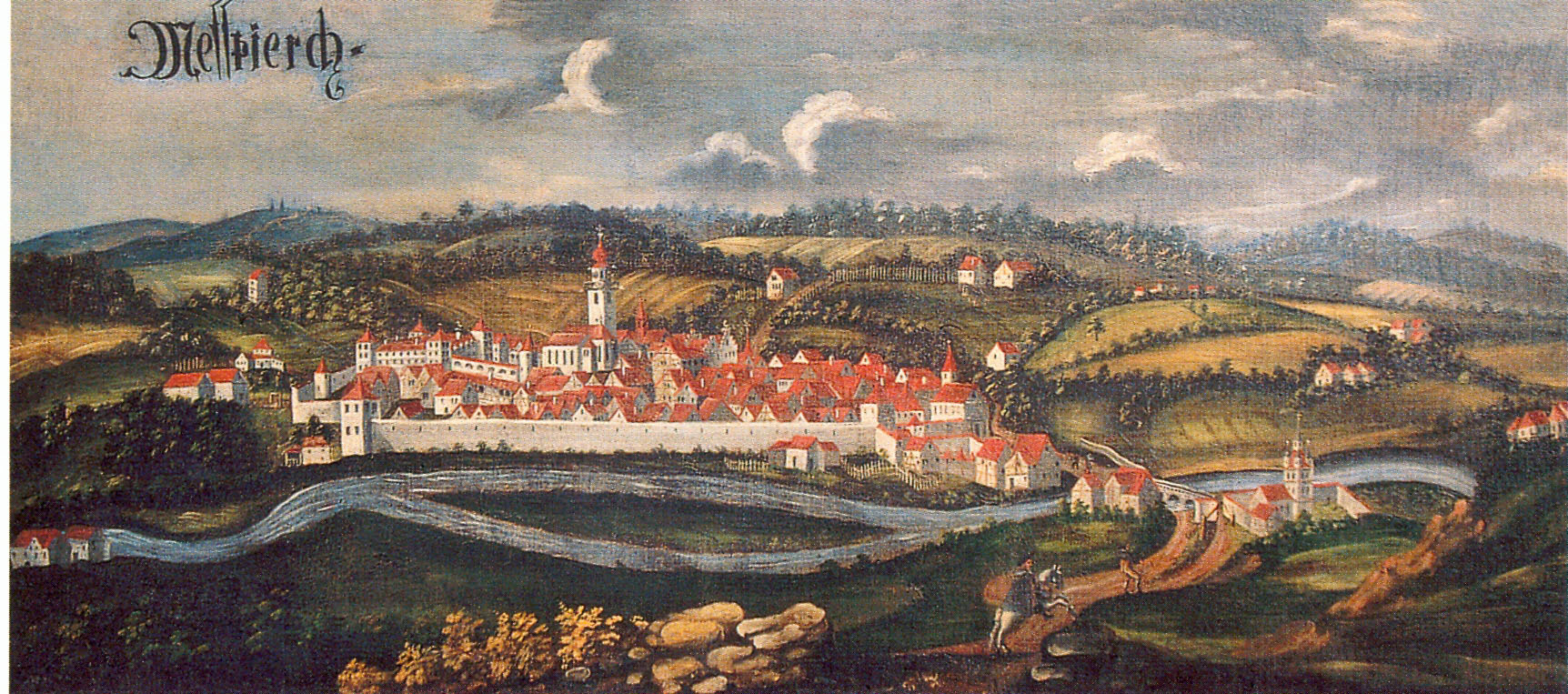
Meßkirch en 1686 – la patrie de Froben Ferdinand de Fürstenberg

Froben Ferdinand est le fils du comte Franz Christophe de Fürstenberg-Mößkirch (* 28 juillet 1625 - 22 septembre 1671), et de Marie Thérèse d'Arenberg et Aerschot (* 22 avril 1639 - † 18 janvier 1705). Après la mort de son père, il est sous la tutelle de sa mère et de son oncle, Froben Maria de Fürstenberg-Mößkirch.
Il a commencé en 1675 ses études chez les Jésuites de Cologne. À Prague puis a étudié la Philosophie à Wurtzbourg et le Droit à Louvain. En 1685, au décès de son tuteur Froben Marie, l'empereur l'a déclaré majeur et lui a confié en outre, la tutelle sur ses jeunes frères et sœurs.
Froben Ferdinand a été, en 1687, Kondirektor et peu de temps après Directeur du Collège de Souabe; en 1688, il a été nommé au Conseil aulique.
En 1700, l'empereur Léopold le nomme au Conseil secret. En 1703, il a été gouverneur de l'Autriche antérieure, en 1716 il est Prince du Saint-Empire et 1718 membre de la Chambre impériale. En 1721, il fut Chevalier de l'Ordre de la Toison d'or.
En 1726, il a été Prinzipalkommissar à la Diète de Ratisbonne et déménage avec sa famille à Ratisbonne. Il a été remplacé le cardinal Christian Auguste de Saxe-Zeitz.

## Famille
Froben Ferdinand a épousé en 1690 à Jestetten , la comtesse Marie-Thérèse Felicitas de Sulz (* 1671; † 26 mars 1743), avec qui il eut deux enfants:
- Marie-Anne-Thérèse (* 8 avril 1699; † 1707)
- Charles Frédéric Nicolas de Fürstenberg (9 août 1714 - 7 septembre 1744)

Son frère Charles Egon Eugène de Fürstenberg (de) (* 2 novembre 1665; † 14 octobre 1702) est tombé comme lieutenant Général de l'Armée impériale à la Bataille de Friedlingen. Karl Egon a entamé la transformation du Château de Hüfingen qui a été terminée par le prince Froben Ferdinand.

## Littérature
- Esteban Mauerer: Südwestdeutscher Reichsadel im 17. und 18. Jahrhundert. Geld, Reputation, Karriere: das Haus Fürstenberg. Vandenhoeck & Ruprecht, Göttingen, 2001 (Texte En Ligne)
- Theatrum Europaeum, Tome 21, Frankfurt am Main, 1738, P. 50 en ligne